# Glomeris helvetica
Glomeris helvetica är en mångfotingart som först beskrevs av Karl Wilhelm Verhoeff 1894.  Glomeris helvetica ingår i släktet Glomeris och familjen klotdubbelfotingar. Inga underarter finns listade i Catalogue of Life.